# Vedlés

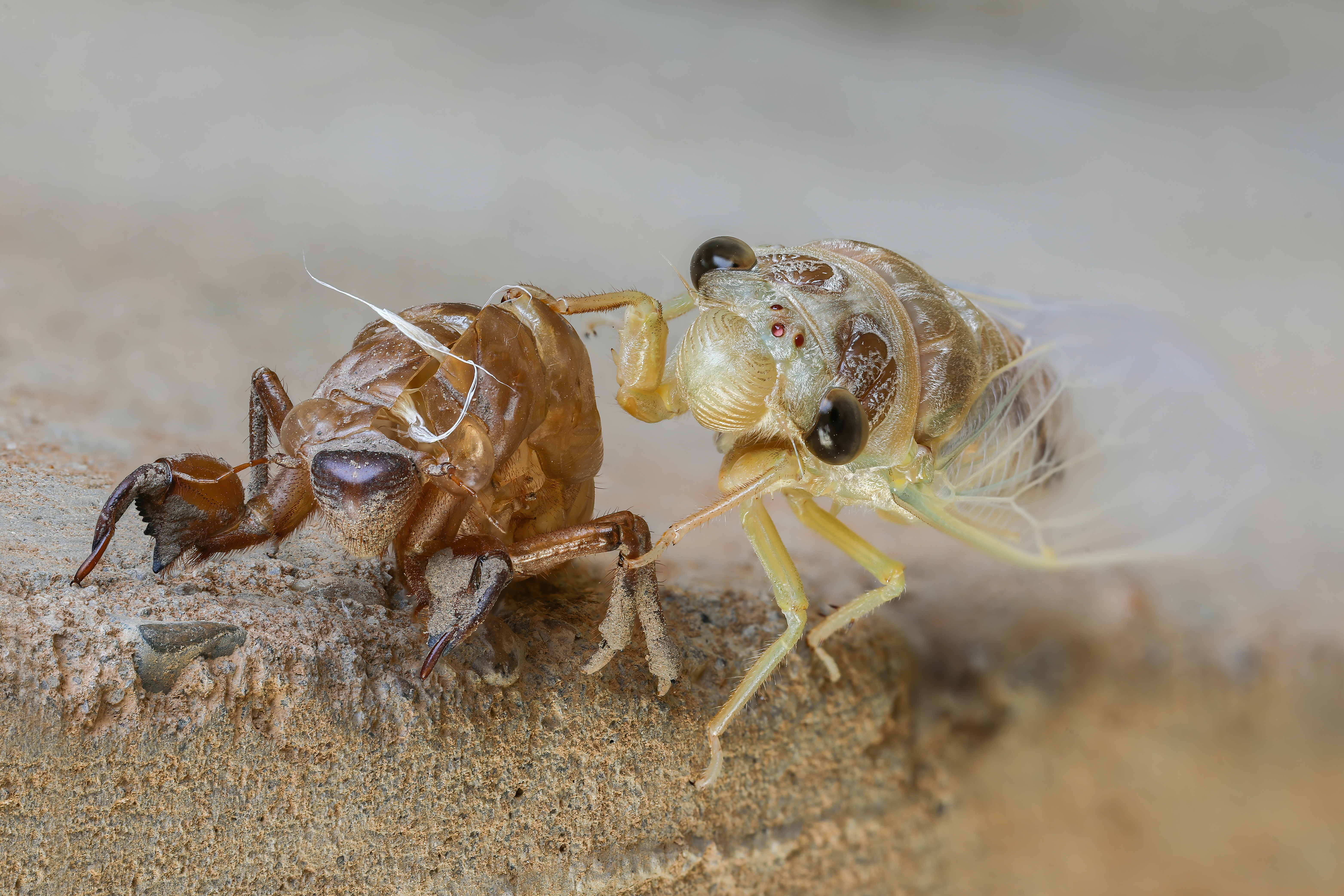
Énekes kabóca közvetlenül vedlés után, exuviumával

A vedlés (eklízis, eclysis) egyes állatok kültakarójának teljes vagy részleges kicserélődése. Ez az egyed életében, illetve annak valamely szakaszában többször is ismétlődhet.
1. A teljes kicserélődés a régi leválása és az alatta kifejlett új felszínre kerülése. Ez főleg az alábbi állatcsoportokban fordul elő:
- ízeltlábúak (Arthropoda),
- kétéltűek (Amphibia),
- hüllők (Reptilia).

2. A részleges, szezonális kicserélődés jellemző a gerincesek (Vertebrata) egyes csoportjaira:
- madarak (Aves),
- emlősök (Mammalia).

## Az ízeltlábúak vedlése
Az ízeltlábúak (Arthropoda) szakaszos átalakulással fejlődnek. A szakaszokat az teszi szükségessé, hogy kültakarójuk anyaga, a kitin csak korlátozottan nyújtható, ezért a kinőtt kitinburoktól időről időre meg kell szabadulniuk. Ez nemcsak a teljes átalakulással fejlődő taxonoknál van így, de azoknál a csoportjaiknál — például a rákoknál (Crustacea) és a pókszabásúaknál (Arachnida) is, amelyek frissen kikelt példányai már a kifejlett formákra hasonlítanak.
A vedlést elindító hormonokat az úgynevezett neuroszekréciós mirigysejtek termelik, tehát úgynevezett neurohumorális szabályozású folyamat, amit rendszerint a hámréteg sejtjeinek intenzív osztódásai vezetnek be. Ennek elején a hipodermisz elválik a kutikulától, és egy vékony hártyát választ ki — ebből alakul ki idővel az új kitinpáncél. A hipodermisz speciális, úgynevezett vedlési mirigyei egy váladékot termelnek, és ez az úgynevezett exuviális folyadék fokozatosan felemeli a régi páncélt. A régi kitinkutikula felreped, és az állat kibújik belőle. A régi, levetett kültakaró az exuvium.
A fajok többsége csak az ivarérettség (és ezzel végső testméretük hozzávetőleges elérése) előtt vedlik, de a felsőbbrendű rákok (Malacostraca) egész életükben. Ők vedlés előtt előbél|előbelük két oldalán egy-egy meszes korongot halmoznak fel — ezek az úgynevezett rákszemek, amelyek anyagát az új páncél kialakításához használják fel.

### A rovarok vedlésének lépései
- 1. A hipodermisz osztódik.;
- 2. A régi kutikula elválik a hipodermisztől. Az exuviális térbe a hipodermisz enzimekben gazdag vedlési gélt választ ki;
- 3. Új kutikulin lemezmembrán-részek és alattuk kutikulin-polimeráz enzimben gazdag membránrészek jönnek létre (kutikulinszekréció);
- 4. A vedlési gélben a régi kutikula részleges bontásával és visszaszívódásával épül ki az új prokutikula (prokutikulaszekréció);
- 5. Elkezdenek kiépülni egyes kutikuláris szervek (pl. rágók, légzőszervek);
- 6. Az új prokutikula kiépülése után az állat eldobja a régi kutikulát (ecdysis);
- 7. Az új prokutikula strukturálódik és kiterjed (fibrillogenezis);
- 8. A vázfehérjék létrehozzák a szklerotint, és az a „kitinmátrixhoz” kapcsolódva megszilárdítja a prokutikulát (szklerotizáció);
- 9. A kutikulába beépülnek a festékanyagok, ezután kialakul annak végleges szerkezete és színezete. Utóbbi részben kémiai, részben a kutikula struktúrájából adódó fizikai jellegű (a visszaverődő fénysugarak interferenciájából adódik).

## A kétéltűek és a hüllők vedlése
A békák (Anura) epidermisze vedléskor kisebb-nagyobb cafatokban válik le, a farkos kétéltűeké (Caudata) viszont egészben.
- hüllők (Reptilia)
  - egyes csoportjai egész életükben vedlenek, mert kültakarójuk idővel elszarusodik. Ezt a külső réteget (az úgynevezett siklóinget) a kígyók egyben vetik le, a gyíkok pedig darabokban, cafatokban.
  - a krokodilok (Crocodylia) és a teknősök (Testudines) egyáltalán nem vedlenek.

## Az emlősök és a madarak vedlése
A madarak szigorúan, az emlősök többé-kevésbé az évszakok váltakozásához igazodva rendszeresen lecserélik tollazatukat, illetve szőrzetüket. Általános szabály, hogy a nyári tollruha, illetve szőrzet színesebb, a téli pedig melegebb (jobb hőszigetelő).